# Ząbkowice Śląskie
Ząbkowice Śląskie ([ˌzɔmpkɔˈviʦɛ ˈɕlɔŋskjɛ]; Duits: Frankenstein in Schlesien) is een stad in de Poolse woiwodschap Neder-Silezië, gelegen in de powiat Ząbkowicki. De oppervlakte bedraagt 13,63 km², het inwonertal 16.326 (2005). De stad staat bekend om haar scheve toren.
Voor 1945 en de Conferentie van Potsdam was de stad Duits en heette ze Frankenstein in Schlesien; sinds 1938 ambtelijk Frankenstein i. Schl..

## Verkeer en vervoer
- Station Ząbkowice Śląskie

## Geboren
- Piotr Zieliński (1994), voetballer

## Stedenbanden
- Fontenay-aux-Roses, sinds 18 november 2014[1]
- Wiesloch[bron?]

## Afbeeldingen

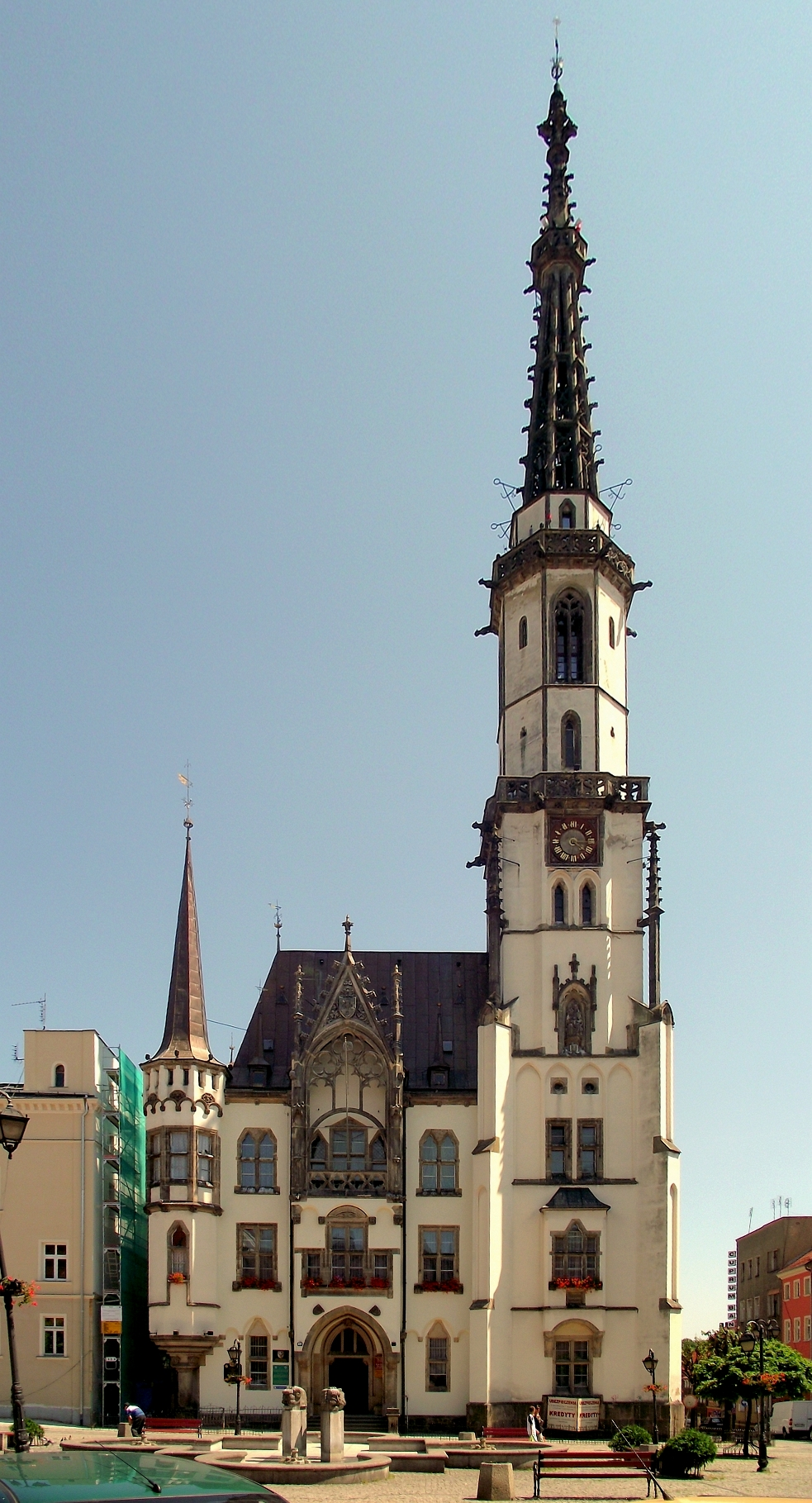
Stadhuis van Ząbkowice Śląskie / Frankenstein in Schlesien
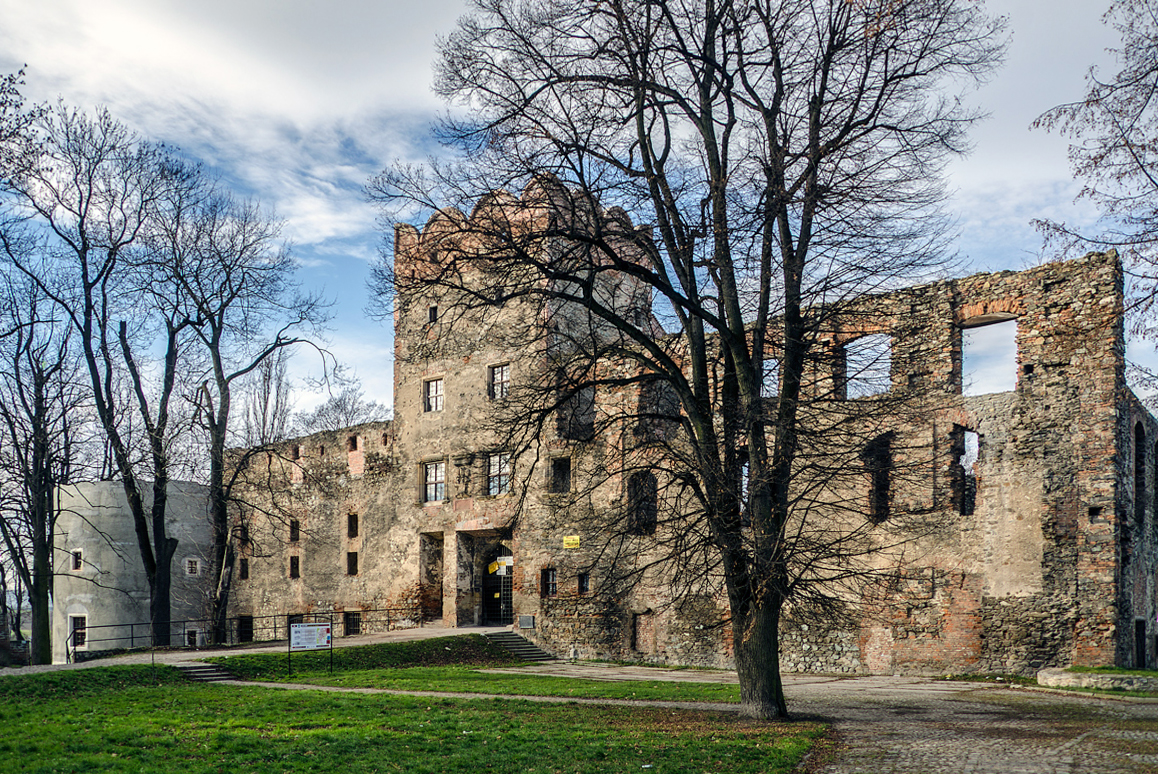
Kasteelruïne
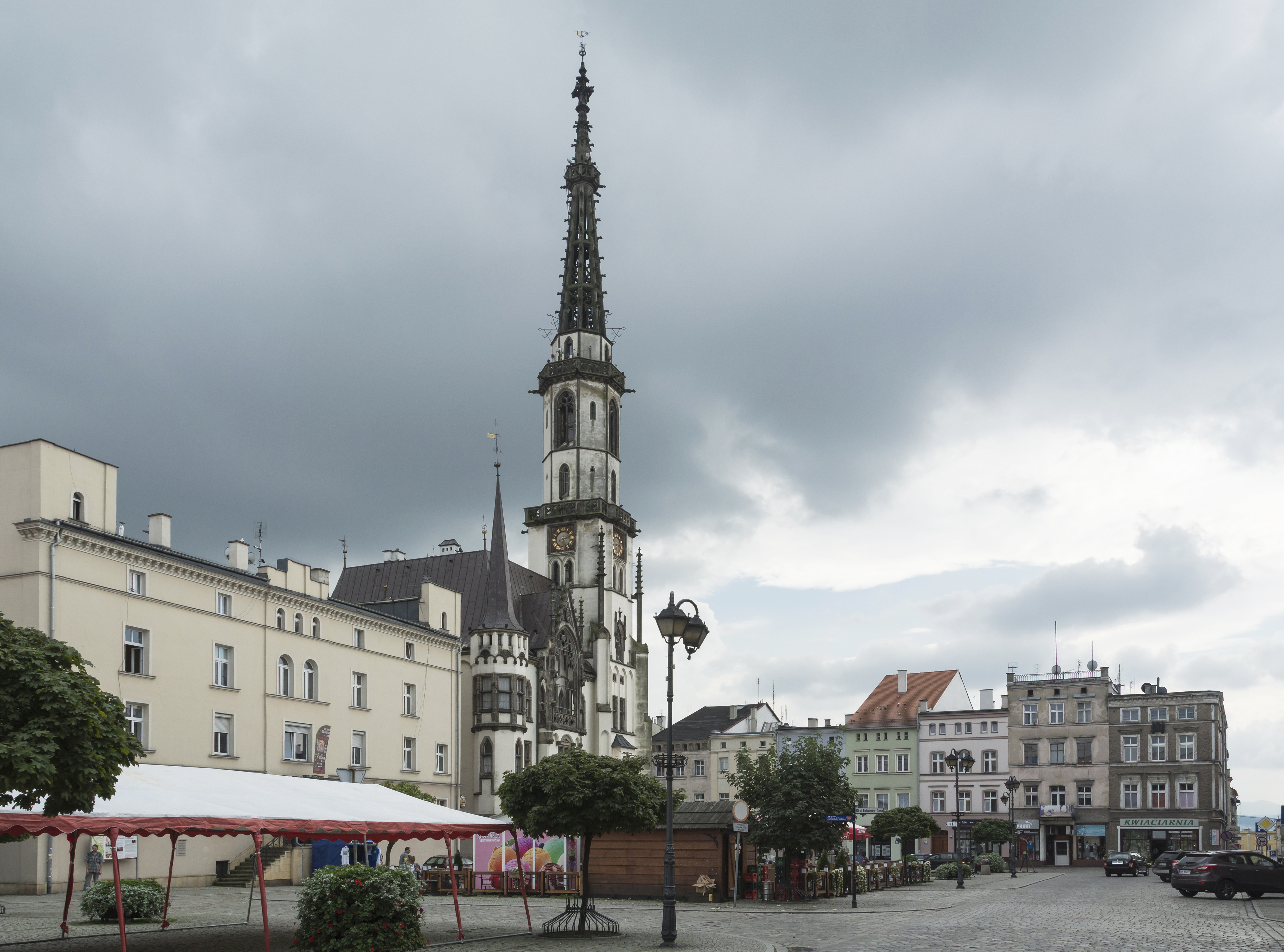
Stadhuis en de ringbebouwing op de Oude Markt van Ząbkowice Śląskie / Frankenstein in Schlesien
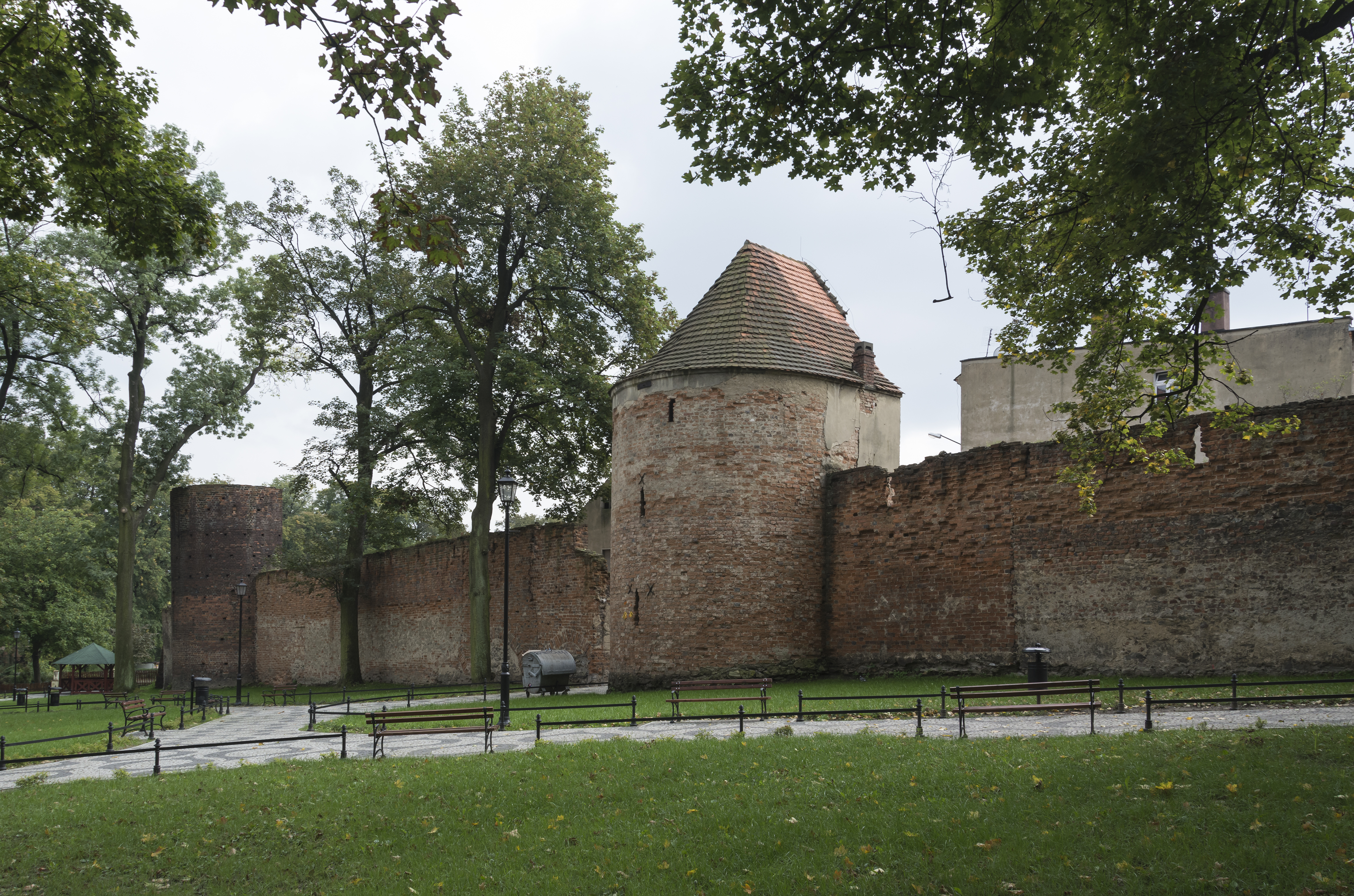
Verdedigingstorens en een deel de stadsmuren van Ząbkowice Śląskie / Frankenstein in Schlesien
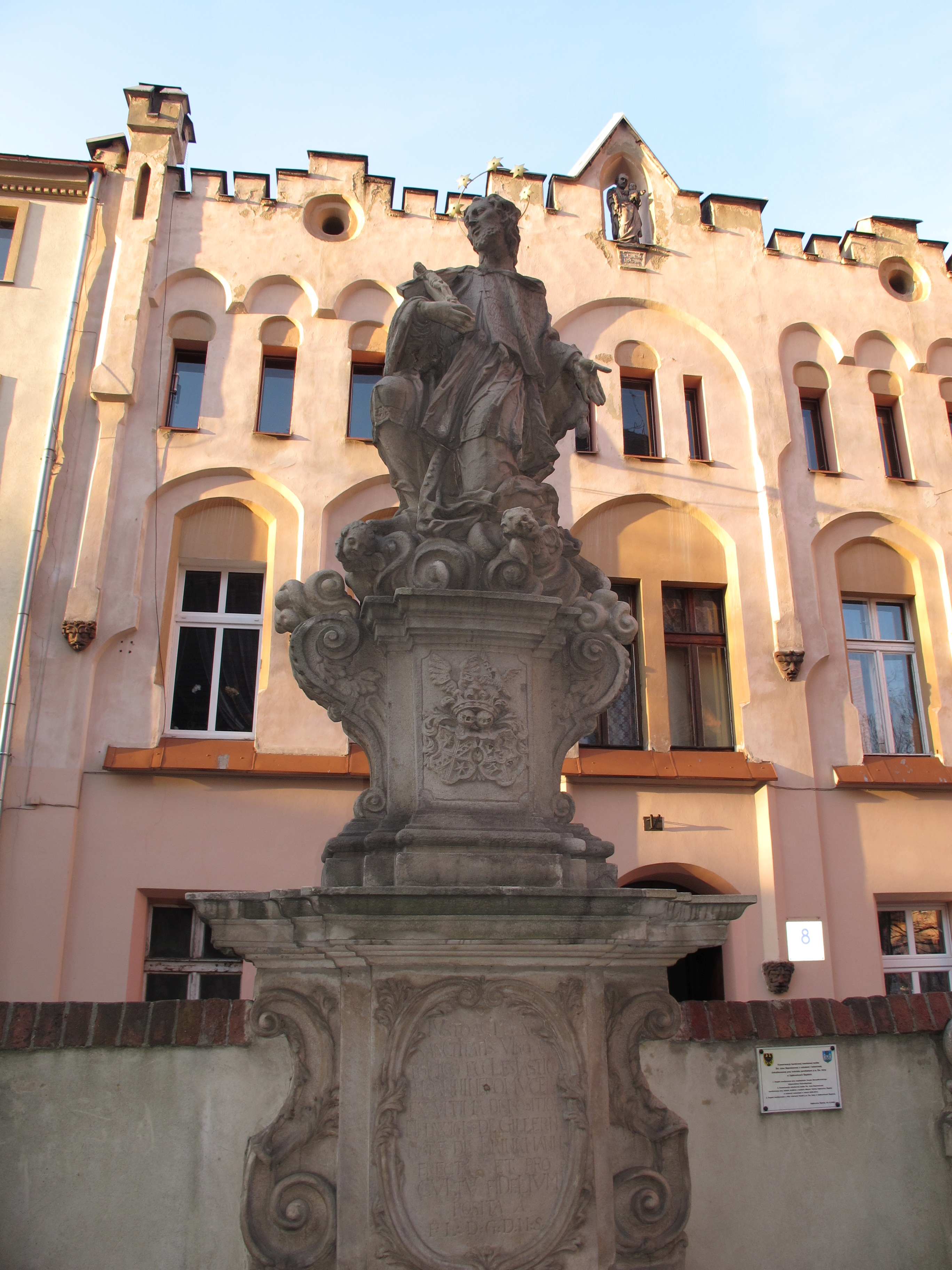
Het standbeeld van Jan Napomuk in Ząbkowice Śląskie / Frankenstein in Schlesien
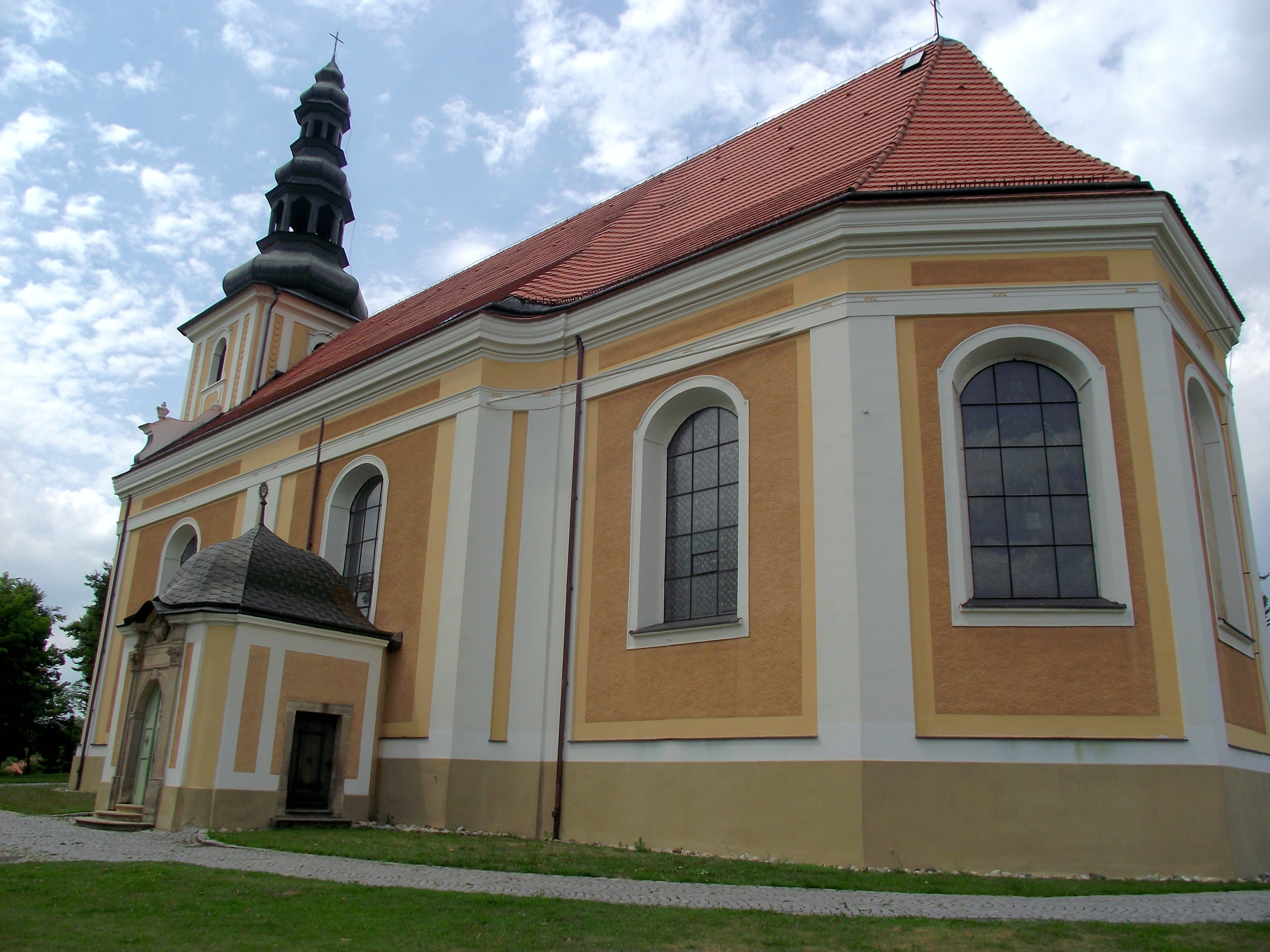
Sint-Hedwigskerk in Ząbkowice Śląskie / Frankenstein in Schlesien
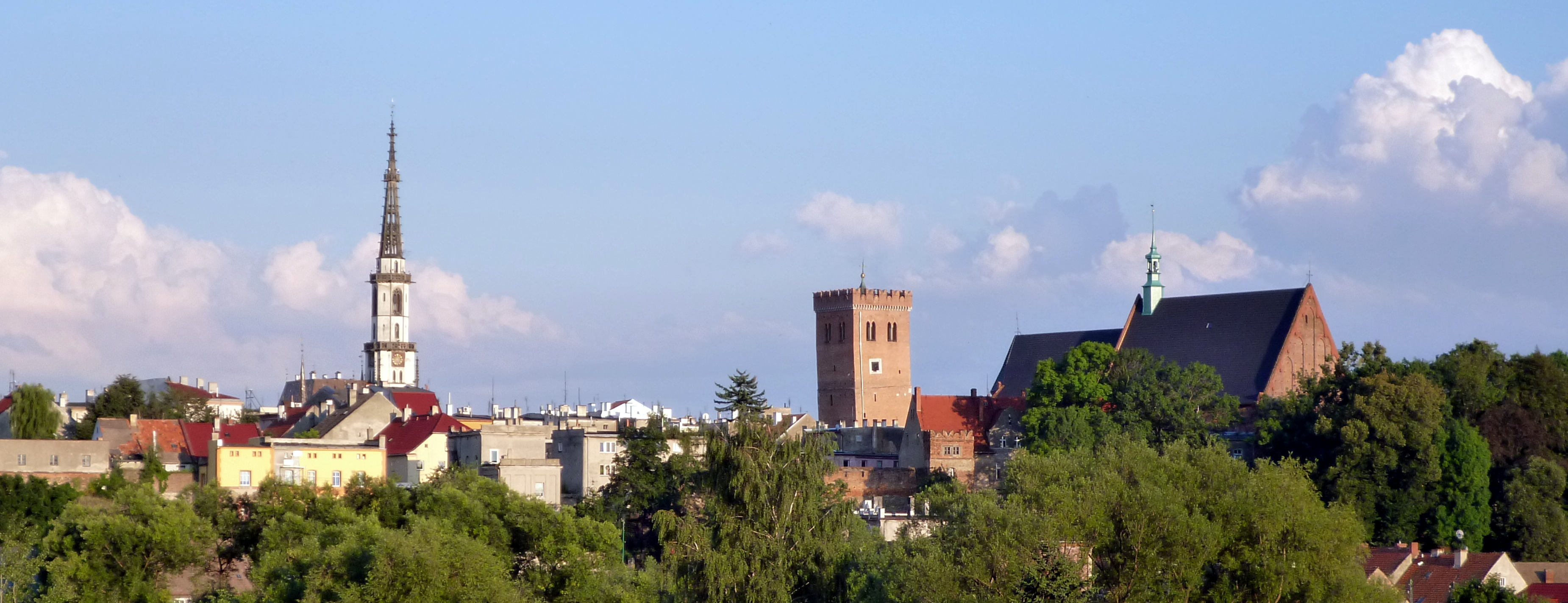
Panorama over de historische binnenstad van Ząbkowice Śląskie / Frankenstein in Schlesien
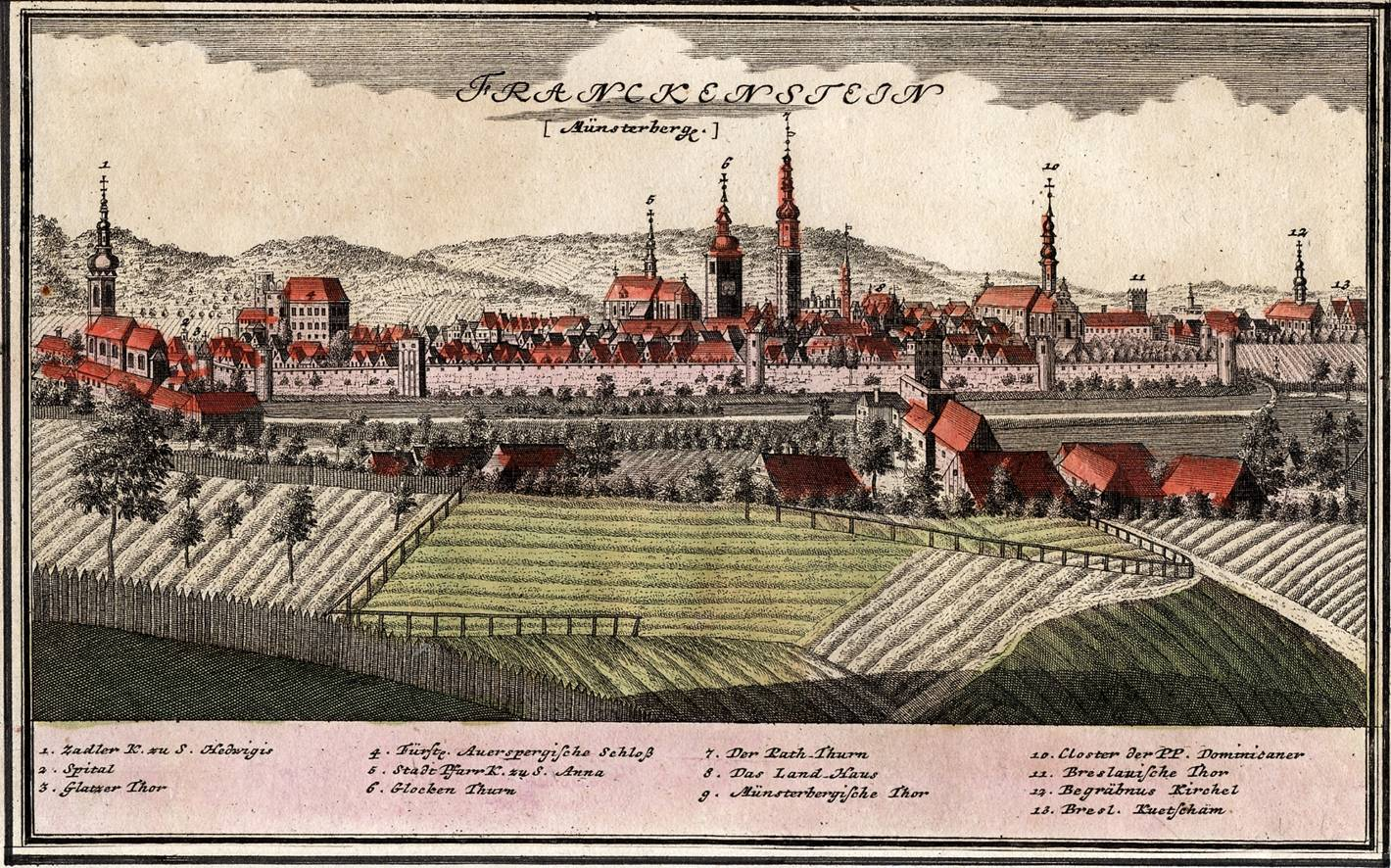
Frankenstein in Schlesien voor de Dertigjarige Oorlog